# Vue infinite

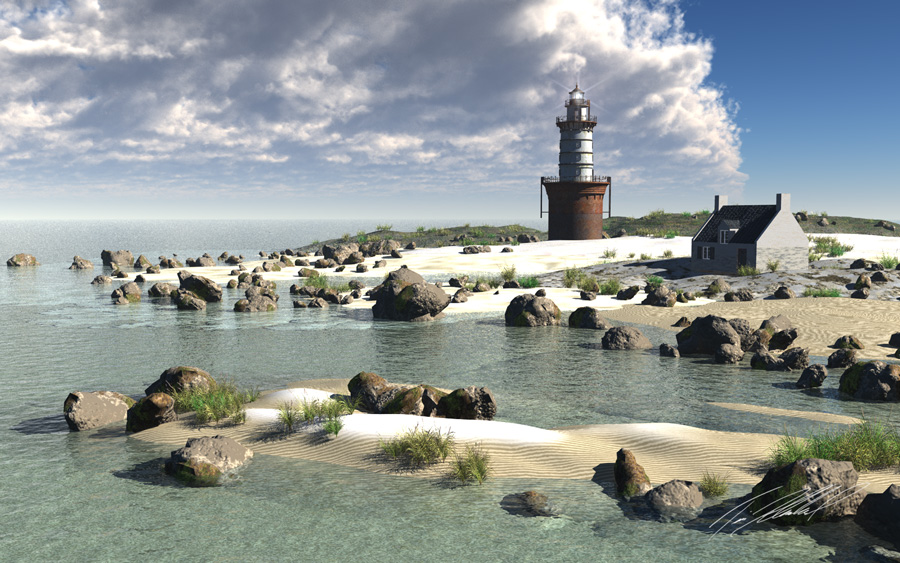
Vue – przykład krajobrazu

Vue infinite – program do tworzenia grafiki trójwymiarowej, aktualnie w wersji Vue 7.5.
Program firmy e-on software służy do tworzenia realistycznych krajobrazów trójwymiarowych. W programie jest bardzo zaawansowany edytor materiałów (oprócz dostępnych gotowych wersji), a także kreator roślin i drzew.
Aplikacja nie służy do edytowania siatki tak jak choćby w 3ds Max, lecz jest wyposażony w dwie funkcje ułatwiające modelowanie ze standardowych figur geometrycznych: Boolean (do „wycinania” w figurze innej figury) oraz Bloob (tzw. tworzenie „bąbelków” – figury łączą się ze sobą jakby były wodą). Teren tworzy się malując (podobnie jak w Bryce) mapę „displace”. Pewnym utrudnieniem pracy jest brak możliwości wpisywania współrzędnych.
Vue infinite ma stosunkowo duże wymagania sprzętowe – na starszych komputerach płynnie działa tylko podgląd niewyraźnej siatki. Program ma wbudowanego renderera, tworzącego realistyczne obrazy. Zalecany jest dla bardziej zaawansowanych grafików.